# Parafia św. Jerzego w Niedźwiedziu
Parafia Świętego Jerzego w Niedźwiedziu – parafia rzymskokatolicka, znajdująca się w diecezji toruńskiej, w dekanacie Golub.
Na obszarze parafii leżą miejscowości: Niedźwiedź, Jaworze. 